# Spilosoma rubidorsa
Spilosoma rubidorsa là một loài bướm đêm thuộc phân họ Arctiinae, họ Erebidae.